# Pheosiopsis gefion
Pheosiopsis gefion är en fjärilsart som beskrevs av Alexander Schintlmeister 1997. Pheosiopsis gefion ingår i släktet Pheosiopsis och familjen tandspinnare. Inga underarter finns listade i Catalogue of Life.